# Жульєн Бруньйо
Жульєн Бруньйо (фр. Julien Brugnaut; 17 листопада 1981, Лілль) — французький регбіст, гравець Рейсінг 92.
Його викликали до збірної Франції на Турнірі шести націй 2008 року. Саме в цьому турнірі, він дебютував в матчі проти збірної Шотландії  — 3 лютого 2008 року на стадіоні Мюррейфілд.